# Obecná a měšťanská škola (Hrochův Týnec)

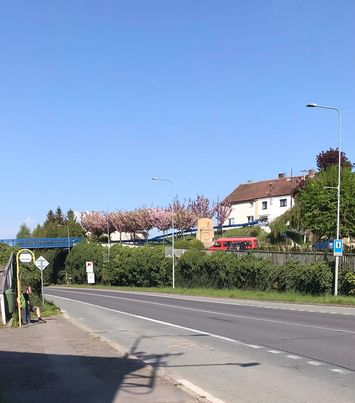
Dnešní podoba místa, kde dříve stála Obecná a měšťanská škola v Hrochově Týnci

Obecná a měšťanská škola v Hrochově Týnci byla postavena v roce 1837 na horním konci tehdejšího Komenského náměstí.

## Historie
Dne 7. října 1834 zničil požár stávající budovu školy v Hrochově Týnci. Obecní zastupitelstvo rozhodlo o vybudování nové školy. Vyučování v nové školní budově začalo 1. listopadu 1837. Škola byla upravena tak, že v přízemí se nacházel byt pro učitele a jedna třída, v prvním patře byly dvě třídy a dva byty pro pomocné učitele. Dle toho, jak přibývalo tříd, docházelo i k úpravám školní budovy. 
Když v roce 1869 došlo k rozšíření školní docházky z 12 na 14 let, stoupl počet žactva na více než 350. Vzhledem k této situaci musela být   škola o jednu třídu rozšířena. S vyučováním v této třídě se začalo 16. září 1872. V roce 1886 nechala obec zbudovat u školní budovy přístavek pro dvě třídy. K otevření čtvrté třídy došlo dne 1. února 1886 a od 1. září 1892 byla rozdělena pátá třída na dvě poboční třídy, v nichž se žáci dle pohlaví učili odděleně. Když však vznikly školy v Bořicích a Čankovicích, klesla škola zdejší na čtyřtřídní s pobočkou u druhé třídy. Učilo se však dle osnov škol pětitřídních, takže škola v Hrochově Týnci neutrpěla otevřením venkovských škol žádné újmy. 9. února 1920 se obecní zastupitelstvo usneslo podat žádost na zřízení občanské školy v Hrochově Týnci. Školní rada žádosti vyhověla. 1. září 1920 se otevřela první třída a v dalších dvou letech byly postupně otevírány druhá a třetí třída. Původně se v této škole učili pouze chlapci, avšak roce 1924 byla škola proměněna ve smíšenou školu občanskou. Škola fungovala v plném provozu až do roku 1952. 
V roce 1952 se 24. 8. konalo slavnostní otevření nové školní budovy. Stará škola sloužila ještě několik roků jako náhradní prostory pro kabinety, ale postupně život ve škole utichal. Budova chátrala a koncem sedmdesátých let minulého století rozhodla rada obce o jejím zbourání. Dnes už starou školu, jejíž štít zdobila busta Jana Amose Komenského, připomínají pouze staré fotografie a pomník padlým v první světové válce, který stál před hlavním vchodem do budovy. 